# Karangana
Karangana is een gemeente (commune) in de regio Sikasso in Mali. De gemeente telt 17.000 inwoners (2009).
De gemeente bestaat uit de volgende plaatsen:
- Beningorola
- Beresso
- Kafona
- Karangana
- Kian
- Omasso
- Noumpinésso
- Sinkolo
- Torosso